# Olechnia (oblast de Koursk)
Olechnia (en russe : Олешня) est un khoutor du selsoviet de Zaolechenka du raïon de Soudja dans l'oblast de Koursk, en Russie. Sa population s'élevait à 98 habitants au recensement de 2021.

## Géographie
Le khoutor de Olechnia se situe dans l'oblast de Koursk, un oblast de la partie européenne de la Russie. Le khoutor fait partie du raïon de Soudja, avec Soudja comme centre administratif. Il se trouve dans le selsoviet de Tverlikovo, une municipalité, avec le village de Zaolechenka comme chef-lieu.

## Histoire
Lors de l'incursion d'août 2024 dans l'oblast de Koursk au cours de l'invasion russe de l'Ukraine, la localité et le poste frontière sont conquis par les Forces armées de l'Ukraine.

## Démographie
Recensements (*) et estimations de la population :
| 2002 * | 2010* | 2021* | - |
| ------ | ----- | ----- | - |
| 158    | 104   | 98    | - |